# Kamuflaż M/05

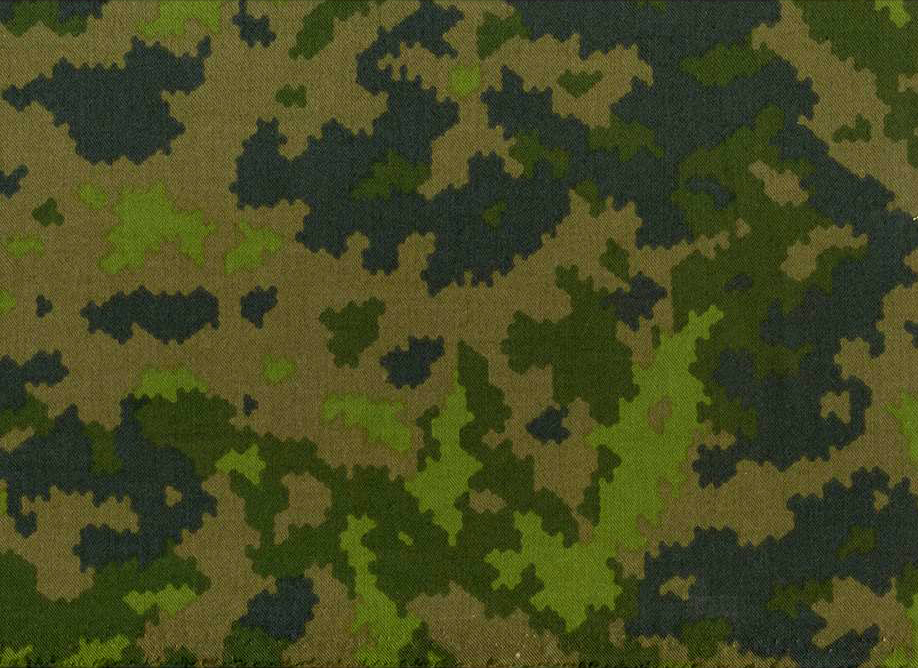
M/05 - odmiana "woodland"

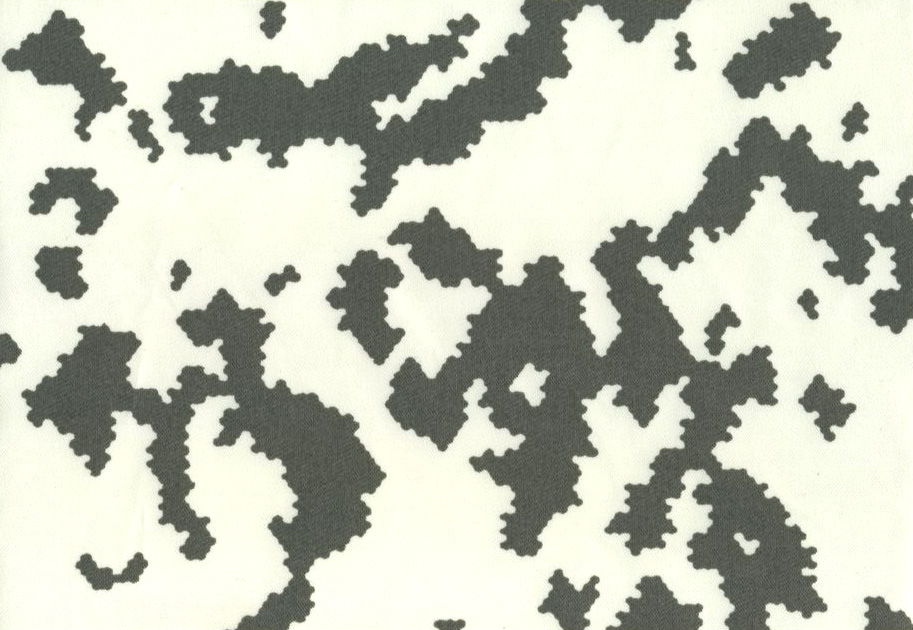
M/05 - odmiana "snow"

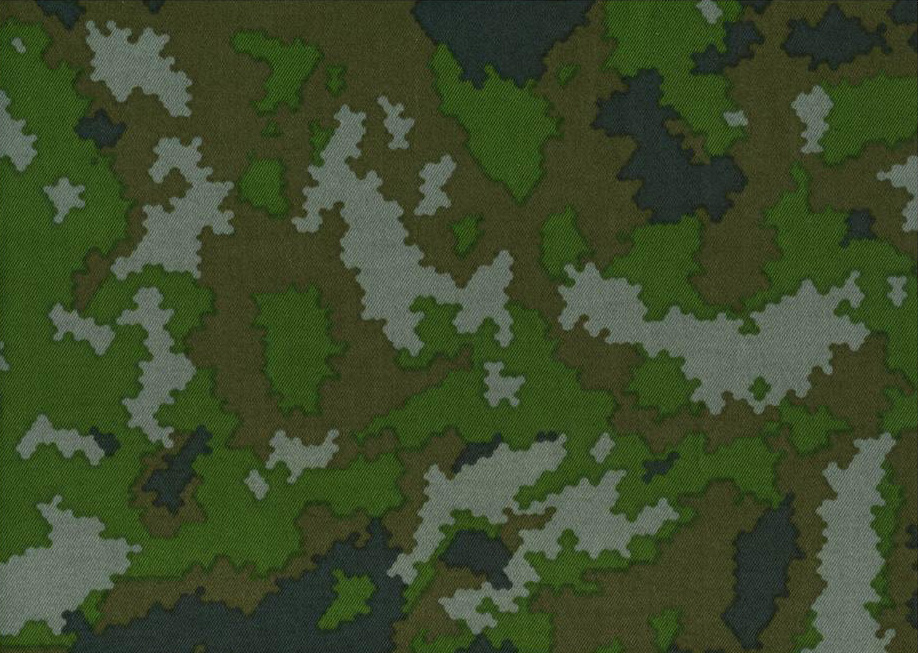
M/05 - odmiana "cold weather"

M/05 – rodzina kamuflaży pikselowych używanych przez Fińskie Siły Zbrojne. Wprowadzony do użytku w roku 2005. Kamuflaże z rodziny M/05 zastąpiły starszy M/91.

## Powstanie
Rodzinę kamuflaży M/05 dla Fińskich Sił Zbrojnych opracował The Insititute of Information Technology of the State Technical Research Centre. Przy projektowaniu kamuflaży oparto się na zdjęciach różnych fińskich lasów podczas każdej z pór roku. Zdjęcia pochodziły ze zbiorów  Finnish Forest Research Institute. Na podstawie zdjęć przeprowadzono cyfrową analizę, którą wykorzystano przy tworzeniu kamuflażu.

## Odmiany M/05
Rodzina M/05 zawiera trzy odmiany kamuflażu: leśną ("woodland"), zimową ("snow"), jesienno-zimową ("cold weather").

### Odmiana leśna
Jest to główna odmiana. Przeznaczona jest na obszary leśne. Tło jest barwy brązowej. Plamy występują w trzech kolorach: jasny zielony, ciemny zielony i grafitowy (ciemnoszary).

### Odmiana zimowa
Wzór przeznaczony na obszary pokryte śniegiem. Tło jest barwy białej. Występują na nim plamy w jednym kolorze: ciemnoszarym. Kamuflaż został opracowany w ten sposób, aby maskować sylwetkę żołnierza w głębokim śniegu. W tym kamuflażu produkuje się pokrowce na hełmy oraz maschałaty zimowe.

### Odmiana jesienno-zimowa
Ta odmiana jest modyfikacją odmiany leśnej. Tło zostało zastąpione ciemniejszym, zamiast ciemnozielonego zastosowano kolor siwy. Kamuflaż ten jest przeznaczony na porę jesienno-zimową.

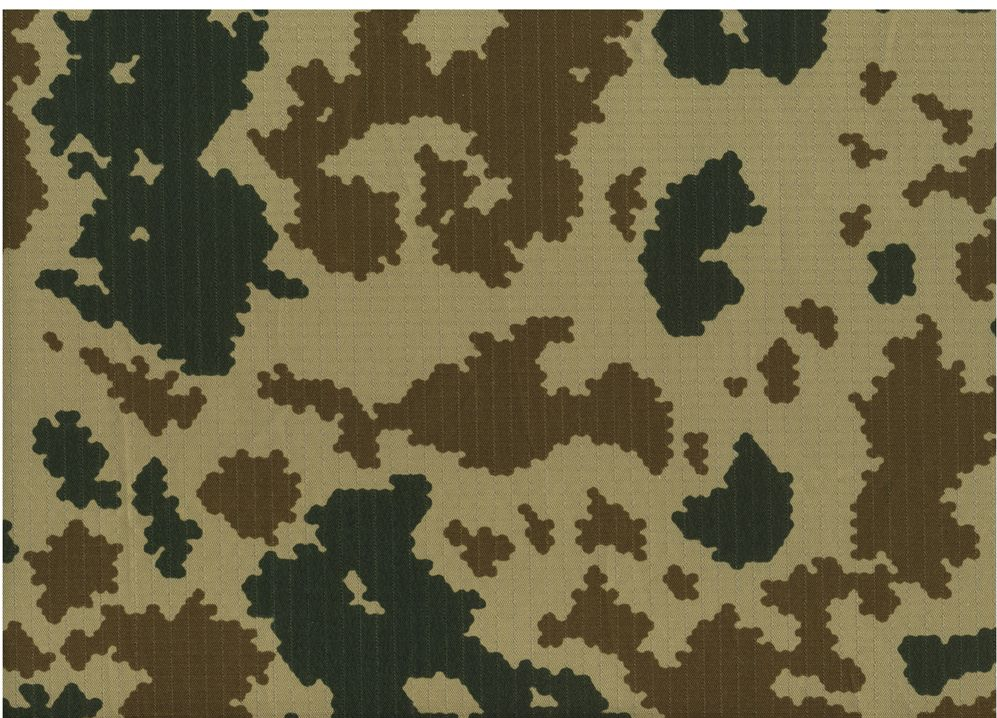
Kamuflaż pustynny M/04

## Kamuflaż M/04
Do rodziny M/05 nawiązuje także kamuflaż pustynny fińskiej armii oznaczony jako M/04.